# Lingua frisone settentrionale
Il frisone settentrionale è un dialetto del Frisone parlato in Germania in alcune parti della Frisia Settentrionale (Nordfriesland, la costa occidentale dello Schleswig-Holstein). In particolare la lingua frisona settentrionale è ancora parlata nelle isole di Sylt, Amrum, Föhr e in alcune isolette vicine, in pochi circondari della terraferma ed anche nell'isola di Helgoland.
Su 164 000 abitanti delle zone della Frisia Settentrionale, 10 000 parlano ancora frisone. Esistono nove dialetti del frisone settentrionale, ed alcuni di essi sono a rischio d'estinzione. Nella porzione danese della Frisia settentrionale la lingua è ormai praticamente estinta.
È da segnalare la recente (2004) introduzione di una legge a tutela del frisone (il cd. Friisk Gesäts, Legge Frisona). Tale legge, essendo stata approvata dal Land Schleswig-Holstein, è applicabile limitatamente ai territori in cui si parla frisone settentrionale.